# Thomas Murner

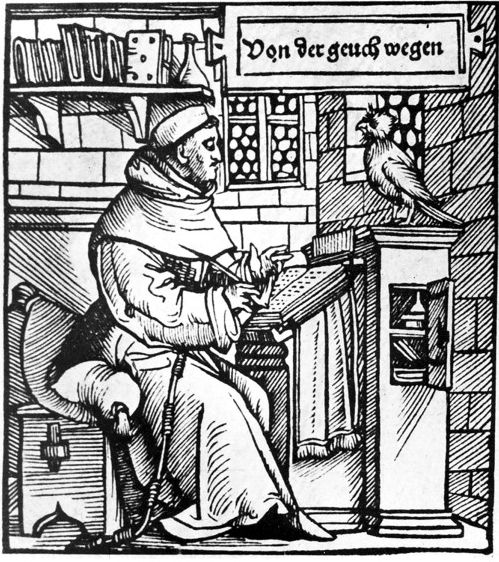
Thomas Murner como canciller del Gäuchmatt. Ambrosius Holbein (1519)

Thomas Murner (Oberehnheim 24 de diciembre de 1475 - c. 1537) fue un satirista, poeta y traductor alemán.

## Vida
Nació en Oberehnheim (actualmente escrita en francés: Obernai), cerca de Estrasburgo. En 1490 ingresó a la Orden de los Franciscanos, y en 1495 inició sus viajes,  estudios, enseñanzas y predicaciones en Freiburg-im-Breisgau, París, Cracovia y Estrasburgo. El emperador Maximiliano I lo laureó en 1505, nombrándolo poeta laureatus; en 1506, creó la doctor theologiae, y en 1513 fue nombrado custodio del monasterio franciscano en Strasbourg, un cargo que fue obligado a dejar al siguiente año debido a la publicación de un libro considerado injurioso. Posteriormente inició en 1518 el estudio de la jurisprudencia en la Universidad de Basilea, y en 1519 recibió el grado de doctor juris (Doctor en leyes).
En el verano de 1523, por invitación de Enrique VIII, él se mudó a Inglaterra, en donde sus escritos fueron de interés para Santo Tomás Moro.
John Headley acredita a Murner por hacer conciencia de la naturaleza radical de la Eclesiología Luterana.
Enrique VIII se percató de que Murner tenía una influencia ortodoxa importante en Estrasburgo y le brindó £100 y una carta a la ciudad de los magistrados.
Después de su estancia, y de viajar a Italia, se estableció de nuevo en Estrasburgo pero, preocupado por la Reforma Protestante, se retiró al exilio en Lucerna, Suiza, en 1526. En 1533 fue nombrado párroco de Oberehnheim, en donde murió en 1537, o de acuerdo a algunas fuentes, en 1536.

## Obra
Murner fue un personaje enérgico y apasionado, pero se ganó muchos enemigos a dondequiera que iba. No hay mucha amabilidad en sus sátiras, en las cuales se dirigía en contra de la corrupción de sus tiempos, la Reforma, y especialmente contra Martín Lutero. Su más poderosa y virulenta sátira fue Von dem grossen Lutherischen Narren wie ihn Doctor Murner beschworen hat (Del gran loco Luterano, como lo llamó el Doctor Murner). Otras obras son: Die Narrenbeschwörung (El exorcismo de locos, 1512); Die Schelmenzunft (Corporación de bribones, 1512); Die Gäuchmatt, la cual trata acerca del estado irracional de enamoramiento, (1519), y una traducción de la Eneida de Virgilio (1515) dedicada al emperador Maximiliano I. Murner también escribió las obras didácticas para la enseñanza de la lógica Chartiludium logicae (1507); el Ludus studentum Friburgensium (1511), además de una traducción de la obra de Justiniano Institutiones (1519).
Las sátiras de Murner fueron editadas en los 1840s por Johann Scheible.